# Sankeshwar
Sankeshwar (o Sankeshvar) è una città dell'India di 32.511 abitanti, situata nel distretto di Belgaum, nello stato federato del Karnataka. In base al numero di abitanti la città rientra nella classe III (da 20.000 a 49.999 persone).

## Geografia fisica
La città è situata a 16° 16' 0 N e 74° 28' 60 E e ha un'altitudine di 637 m s.l.m..

## Società

### Evoluzione demografica
Al censimento del 2001 la popolazione di Sankeshwar assommava a 32.511 persone, delle quali 16.688 maschi e 15.823 femmine. I bambini di età inferiore o uguale ai sei anni assommavano a 4.078, dei quali 2.159 maschi e 1.919 femmine. Infine, coloro che erano in grado di saper almeno leggere e scrivere erano 21.889, dei quali 12.524 maschi e 9.365 femmine.